# Sequenze
Sequenza is de naam van veertien composities voor solo-instrumenten (of stem) van Luciano Berio. Het woord "sequenza" betekent "sequens, opeenvolging" in het Italiaans. Berio verlangt in deze stukken vaak het gebruik van extended techniques.
Overzicht van de Sequenze:
- Sequenza I (1958; rev. 1992) voor fluit
- Sequenza II (1963) voor harp
- Sequenza III (1965) voor vrouwenstem
- Sequenza IIIa (1965) voor blokfluit ('Gesti')
- Sequenza IV (1965) voor piano
- Sequenza V (1966) voor trombone
- Sequenza VI (1967) voor altviool
- Sequenza VII (1969) voor hobo (bewerkt als Sequenza VIIb voor sopraansaxofoon)
- Sequenza VIII (1976) voor viool
- Sequenza IX (1980) voor klarinet (bewerkt in 1981 als Sequenza IXb voor altsaxofoon, en in 1980 als Sequenza IXc voor basklarinet)
- Sequenza X (1984) voor trompet en pianoklankbord
- Sequenza XI (1987) voor gitaar
- Sequenza XII (1995) voor fagot
- Sequenza XIII (1995) (Chanson) voor accordeon
- Sequenza XIV (2002) (Dual) voor cello (bewerkt in 2004 als Sequenza XIVb voor contrabas)

Verscheidene van deze werken vormden de basis van grouter composities: 
- Sequenza II, met de toevoeging van extra instrumentale partijen bij de oorspronkelijke solopartij, werd Chemins I
- Sequenza VI werd ontwikkeld tot Chemins II, Chemins IIb, Chemins IIc en Chemins III
- Sequenza VII werd Chemins IV
- Sequenza XI werd Chemins V
- Sequenza X werd Kol-Od, ook bekend onder de naam Chemins VI
- Sequenza IXb werd Récit, ook bekend als Chemins VII
- Sequenza VIII werd Corale.

Sequenza IX groeide uit tot een stuk voor klarinet en elektronica onder de naam Chemins V, maar hij trok deze compositie later in. Hij gebruikte de naam Chemins V daarna voor een heel ander stuk. 